# Évrecy
Évrecy är en kommun i departementet Calvados i regionen Normandie i norra Frankrike. Kommunen ligger i kantonen Évrecy som ligger i arrondissementet Caen. År 2022 hade Évrecy 2 052 invånare.

## Befolkningsutveckling
Antalet invånare i kommunen Évrecy
Referens: INSEE